# 도쿠가와 시게요시
도쿠가와 시게요시(徳川重好) 혹은 시미즈 시게요시(清水重好)는 에도 시대 고산쿄(御三卿) 중 시미즈 가(清水家)의 초대 당주이다. 에도 막부 제9대 쇼군 도쿠가와 이에시게의 차남이다. 아명은 만지로(萬二郎).
| 전임 (도쿠가와 이에시게) | 제1대 시미즈 도쿠가와 가 당주 1758년 ~ 1795년 | 후임 당주 공석(도쿠가와 아쓰노스케) |